# Tantrismus

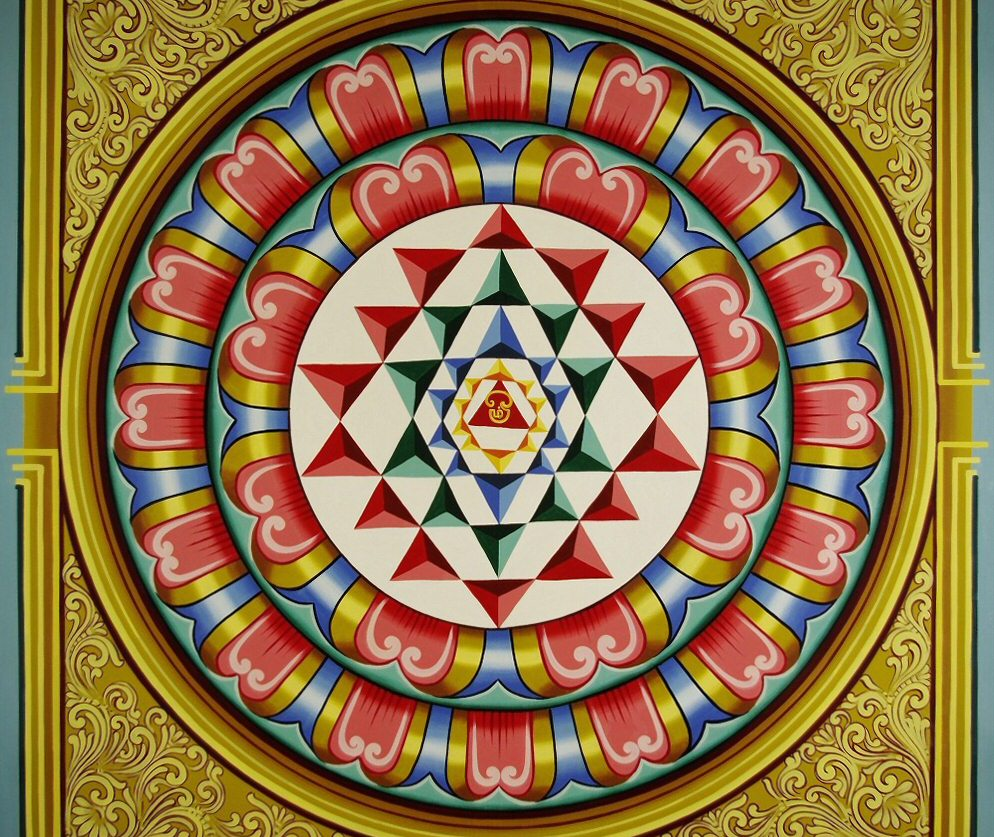
Šrí jantra

Tantrismus, respektive tantra, je název stylu meditace a rituálů, které vznikly v Indii již před 5. stoletím našeho letopočtu. Slovo „tantra“ bylo poprvé použito v indické posvátné kolekci védských hymnů, Rgvédě. Tantra mimo jiné ovlivnila hinduismus, sikhismus, bön, buddhismus a džinismus a společně s buddhismem se postupně rozšířila do východní a jihovýchodní Asie.
Tantra má dva odlišné významy a to z pohledu hinduismu a z pohledu buddhismu.

## Buddhistický význam slovatantra
Tantra (dosl. „tkanivo“ nebo „pavučina“, ve smyslu složité struktury), ve stejném významu se také používají pojmy tantrajána = mantrajána = vadžrajána: tento výraz odkazuje na komplexnost v porovnání s naukami súter. Metody buddhistické tantry se zaměřují na identifikaci s cílem Buddhových nauk, s probuzením. Cíl je zde tedy chápán jako cesta. Na cestě tanter se v buddhismu používají takové metody jako zpřítomňování meditační formy (dříve používaný nepřesný termín „vizualizace“), iniciace, meditace na jidam, hluboké dýchání a jiné.
Buddhistická tantra se dělí na čtyři úrovně: Krijá tantra, Čarja tantra, Jóga tantra a Anuttarajóga tantra. Poslední zmiňovaná lze do češtiny přeložit jako „ta, nad kterou již nic není“ a dále se dělí na mateřské tantry, otcovské tantry a neduální tantry. Hlavní tantrou neduálních tanter Anuttarajógy je učení a meditace Kálačakry.

## Hinduistický význam slovatantra
Hindusitická tantra má velmi starobylou tradici a ovlivnila i tantru buddhistickou. Tradičně se dělí na vaišnavskou (sanskrt: vaišnava), šivaistickou (šaiva) a šaktickou (šakta). Jiné tradiční dělení je dakšina márga (pravoruká tantra) a váma márga (levoruká tantra). Na Západě je převážně známa jen váma márga se svými sexuálními aspekty. Ty ovšem nejsou cílem (lepší sex), ale prostředkem k dosažení vyššího vědomí. Dakšina márga naproti tomu pracuje se symboly (jantra) a obřady (púdža) a je jednou z metod arčany (uctívání múrti). Je typická pro vaišnavskou tantru (Paňčarátra).
Typickým symbolem tantrismu je šesticípá hvězda ✡, v západní kultuře více známá z judaismu jako tzv. Davidova hvězda. Tento znak má v tantrismu obdobný význam, jako čínský symbol jin a jang. Rovnostranný trojúhelník hrotem nahoru △ představuje jang – mužský princip, Šivu (znázorňuje penis v erekci); rovnostranný trojúhelník hrotem dolů ▽ představuje Šakti (znázorňuje ženský klín), tedy ženský princip jin. Někdy se jako symbol mužského principu používá i pravotočivá svastika 卐 a jako symbol ženského principu levotočivá svastika 卍.
Tantry jsou také konkrétní texty, většinou ve formě dialogů mezi Šivou a Šakti. V šivastických tantrách hovoří Šiva a Šakti mu naslouchá, v šaktických tantrách je tomu naopak.
Váma márga souvisí s uctíváním Šivy a Šakti, prototypů muže a ženy. Součástí kultu jsou obřady, jež propojují rituální usmrcení obětovaného zvířete (kozy) a sexuální jógu. Tento rituál má širší význam. Smrt a zánik tu jsou současně přítomny s početím, vznikem. Šiva je ničitel i stvořitel světa. To provádí skrze svůj kosmický tanec, při kterém je často znázorňován.
Šakta tantry učí, že Šiva bez Šakti je šava. Šava znamená mrtvola. Je tu tedy zdůrazněna důležitost ženy, bez níž je muž mrtvý.
Jak Šiva, tak Šakti mají více podob, klidných a hněvivých. Šivovou klidnou podobou je Šankara, hněvivou podobou Šakti je Kálí.
Tantrická jóga nedovoluje muži ejakulovat. Jogíni se pomocí speciálních cviků a prostředků učí ovládat svěrače a svaly tak, aby ejakulaci zabránili. Jedná se o formu sexuální alchymie, kdy se těmito prostředky chrání životní energie v sanskrtu označovaná jako prána a v taoistické józe jako čchi.

## Definice
Existuje několik různých výkladů tantry, a to tradiční, scholastický a západní.

### Tradiční výklad
Tantrická tradice nabízí dvě definice tantry.
První pochází z Kāmikā-tantra:
Na základě toho že v sobě spojuje (tan) bohaté a hluboké záležitosti související se zásadami reality (tattva) a posvátných manter, a protože poskytuje osvobození (tra), nazývá se tantra.
Druhá definice tradičního výkladu pochází z 10. století a je spojena s tantrickým učencem Rāmakaṇṭhou, který patřil k dualistické škole Saivy Siddhanta:
Tantra vysvětluje, co je nutné a co je překážkou v praxi uctívání Boha, a také popisuje specifické iniciační a očišťující obřady, které jsou nezbytnými předpoklady tantrické praxe.
Prabhat Ranjan Sarkar popisuje tantrického člověka a tantrický kult následovně:
Tantrický člověk je osoba, která bez ohledu na kastu, víru nebo náboženství, usiluje o duchovní růst, nebo směřuje k něčemu konkrétnímu. Tantra sama o sobě není ani náboženství, ani nějakým „ismem“. Tantra je základní duchovní vědou. Jakákoliv duchovní praxe by tedy měla být považována za praxi stojící na tantrickém kultu.

### Scholastický výklad
Tantra byla v rámci scholastického výkladu definována některými moderními učenci. David Gordon White z University of California definoval tantru následovně:
Tantra je asijským základem víry a praxe, které pracují na principu toho, že vesmír, který nás obklopuje, není ničím jiným, než konkrétním projevem božské energie, která tento vesmír vytváří a stará se o něj a snaží se jeho energii v rámci lidského mikrokosmu nasměrovat tak, aby měla kreativní a emancipační dopad.
Anthony Tribe, učenec buddhistické tantry, nabízí seznam tantrických rysů:
- Jednota rituálu, a to zejména v uctívání božstev
- Jednota manter
- Vizualizace božstev a identifikace s nimi
- Touha po zasvěcení, ezoterice a tajemství
- Význam učitele (guru, ācārya)
- Rituální používání mandal
- Přehodnocení vztahu k lidskému tělu
- Přehodnocení vztahu, významu a role žen
- Analogické myšlení (včetně mikrokosmických a makrokosmických vztahů)
- Přehodnocení postoje k negativním duševním stavům

### Západní výklad
Robert Brown konstatuje, že termín „tantrismus“ je vytvořen západním učením, nikoliv termín pocházející z náboženského systému samotného. Tāntrikas (lidé praktikující tantru) se nepokouší definovat tantru jako celek. Tantrický rozměr každého z jihoasijských náboženství měl své vlastní jméno:
- Tantrický shaivismus byl znám mezi jeho praktiky jako Mantramārga.
- Shaktismus je prakticky synonymem tantry a mezi jeho praktiky je označován jako „Kula Marga“ nebo „Kaula“.
- Tantrický buddhismus má svůj domorodý název Vajrayana.
- Tantricky vaishnavismus byl známý jako Pancharatra.

„Tantra“ označuje učení a praxe obsažené v písmech, známých jako tantry nebo āgamy.

## Doba tantrismu
Slovo tantra znamená systém, ale ještě starším významem je tkanina, osnova, což sugeruje přítomnost dvou kosmických principů, mužského a ženského, které na sebe neustále vzájemně působí, tvoří a vstřebávají nepřerušeně celé stvoření.
Tantrické spisy nebyly koncipovány určitou osobou, ale velcí mudrci, avataři Boží, je vnímali skrze vize, které pak zjevovali lidstvu. Každé takové spisy jsou charakteristické pro určitou epochu. Mnoho textů se zabývá téměř výlučně mystickou erotikou a takto se stávají opravdovými sexuologickými pojednáními, díky kterým je dnes tantra sice známá na Západě, ale často chybně vykládána.